# Hoher Hagen
Hoher Hagen – góra wulkaniczna w centrum Niemczech (Dolna Saksonia) o wysokości 480 m n.p.m.
Góra znajduje się na południe od Dransfeld, północny wschód od Scheden i północny zachód od Jühnde. Jest ona najwyższym wzniesieniem lasu miejskiego Dransfelder. Hoher Hagen znajduje się w obszarze chronionego krajobrazu Münden (niem. Naturpark Münden). Na Hoher Hagen jest usytuowana Wieża Gauss (niem. Gaußturm) o wysokości 51 metrów.